# Jujutsu Kaisen 0
Jujutsu Kaisen 0 (呪術廻戦 0 東京都立呪術高等専門学校 Jujutsu Kaisen 0 Tōkyō Toritsu Jujutsu Kōtō Senmon Gakkō?) es una serie de manga escrita e ilustrada por Gege Akutami. Originalmente titulado como Tokyo Metropolitan Curse Technical School, fue publicado en la revista Jump GIGA de la editorial Shūeisha de abril a julio de 2017. Después de Akutami lanzara su siguiente obra, Jujutsu Kaisen, la serie pasó a titularse Jujutsu Kaisen 0, lo que significa que es una precuela. Fue lanzado en formato tankōbon con un solo volumen en diciembre de 2018. Viz Media obtuvo la licencia para su lanzamiento en inglés en América del Norte. Una adaptación cinematográfica de anime de MAPPA, se estrenó el 24 de diciembre de 2021.

## Argumento
Yuta Okkutsu está rodeado y es ayudado por Rika, su amiga de la infancia que murió hace 6 años y ahora está maldita ya que ambos prometieron casarse cuando crezcan. Conoce a Satoru Gojo, un hechicero Jujutsu bajo cuyo consejo se une a la Escuela Técnica de Maldiciones Metropolitana de Tokio.

## Personajes
Yuta Okkotsu (乙骨 憂太 Okkotsu Yūta?)
 Seiyū: Megumi Ogata
Es uno de los cuatro chamanes de Clase Especial y estudiante de segundo año del Colegio Técnico de Magia Metropolitana de Tokio, compañero de Maki Zenin, Panda y Toge Inumaki. Fue amigo de la infancia de Rika Orimoto, quien murió en un trágico accidente automovilístico. Por el rechazo que sentía con la muerte de su amiga, la convirtió en una maldición de Grado Especial. Desde entonces, se vio acechado por el poder de su amiga, ahora maldita. Para evitar hacer sufrir a otros, accede a ser ejecutado, en su lugar, Satoru Gojo lo inscribe al Colegio Técnico de Magia Metropolitana de Tokio para entrenarlo y a futuro, trabajen juntos.
Rika Orimoto (折本 里香 Orimoto Rika?)
 Seiyū: Kana Hanazawa
Fue amiga de la infancia de Yuta Okkotsu y falleció en un accidente automovilístico. Como resultado de su muerte, Yuta negó fuertemente lo sucedido y terminó convirtiendo a su amiga en una Víctima Maldita, provocando que ésta se transformará en una maldición de grado especial que le permitiría otorgarle el apodo de Reina de las Maldiciones (呪いの女王 Noroi no Joō?).
Maki Zen'in (禪院 真希 Zen'in Maki?)
 Seiyū: Mikako Komatsu
Es una estudiante de segundo año del Colegio Técnico de Magia Metropolitana de Tokio. Forma parte de la familia principal del Clan Zenin, una de los tres clanes de élite de los chamanes y es hermana gemela de Mai Zenin. Fue compañera de Yuta y lo entrenó para convertirlo en un hechicero.
Toge Inumaki (狗巻 棘 Inumaki Toge?)
 Seiyū: Kōki Uchiyama
Es un estudiante de segundo año del Colegio Técnico de Magia Metropolitana de Tokio y miembro del Clan Inumaki.
Panda (パンダ Panda?)
 Seiyū: Tomokazu Seki
Es un estudiante de segundo año del Colegio Técnico de Magia Metropolitana de Tokio y compañero de Maki Zenin, Toge Inumaki y Yuta Okkotsu. Es un Cuerpo Maldito que posee emociones y consciencia propia, y debido a esto, es considerado la mejor creación del Director, Masamichi Yaga. Su interior está compuesto por tres núcleos: el hermano menor "Panda", el hermano mayor "Gorila" y una hermana mayor.
Satoru Gojo (五条 悟 Gojō Satoru?)
 Seiyū: Yūichi Nakamura
Conocido con el apodo de El Chamán Más Fuerte (最強の呪術師 Saikyō no Jujutsu-shi?), es uno de los cuatro chamanes de Clase Especial, antiguo compañero de Suguru Geto y Shoko Ieiri, y actual profesor del Colegio Técnico de Magia Metropolitana de Tokio, encargado de los alumnos de primer año. Él le sugirió a Yuta a que se uniera al colegio para convertirse en hechicero.
Suguru Geto (夏油 傑 Getō Suguru?)
 Seiyū: Takahiro Sakurai
Fue uno de los cuatro chamanes de Clase Especial, antiguo estudiante de Masamichi Yaga y compañero de Satoru Gojo y Shoko Ieiri. Luego de que sus ideales cambiaran de rumbo y sintiera que ayudar a los humanos no era una opción viable, comenzó a ejercer como usuario maldito persiguiendo el ideal de crear un mundo sin humanos que no puedan utilizar energía maldita.
Miguel (ミゲル Migeru?)
 Seiyū: Kōichi Yamadera
Es un usuario maldito que formó parte del equipo de Suguru Geto. Después del Desfile Nocturno de Cien Demonios, Miguel fue reclutado por la fuerza por Satoru Gojo. Regresó a su tierra natal de África y la comunidad de hechiceros allí para entrenar a Yuta Okkotsu.
Nanako Hasaba (枷場 菜々子 Hasaba Nanako?)
 Seiyū: Satsumi Matsuda
Fue una usuario de maldiciones que ayudó al ataque en Shibuya. Es hermana gemela de Mimiko Hasaba y formó parte del equipo de Suguru Geto.  
Mimiko Hasaba (枷場 美々子 Hasaba Mimiko?)
 Seiyū: Risae Matsuda
Fue una usuario de maldiciones que ayudó al ataque en Shibuya. Es hermana gemela de Nanako Hasaba y formó parte del equipo de Suguru Geto.  
Larue (ラルゥ Larū?)
 Seiyū: Shō Hayami
Es un usuario maldito que formaba parte del equipo de Suguru Geto y actualmente es aliado de Yuki Tsukumo.
Manami Suda (菅田 真奈美 Suda Manami?)
 Seiyū: Shizuka Itō
Es una usuaria maldita que formó parte del equipo de Suguru Geto.

## Manga
Jujutsu Kaisen 0 fue escrito e ilustrado por Gege Akutami. La serie de cuatro capítulos se publicó en Jump GIGA, bajo el título Tokyo Metropolitan Curse Technical School del 28 de abril al 28 de julio de 2017. Más tarde, fue publicado como un solo volumen con el título Jujutsu Kaisen 0 el 4 de diciembre de 2018.
En Norteamérica, Viz Media anunció el lanzamiento en inglés del volumen en julio de 2020. El volumen se publicó el 5 de enero de 2021.

### Lista de capítulos
| Volumen 0 "Escuela Técnica de Magia del Área Metropolitana de Tokio" "Tōkyō Toritsu Jujutsu Kōtō Senmon Gakkō"(東京都立呪術高等専門学校) | ISBN | Publicado                                                      |
| Volumen 0 "Escuela Técnica de Magia del Área Metropolitana de Tokio" "Tōkyō Toritsu Jujutsu Kōtō Senmon Gakkō"(東京都立呪術高等専門学校) | ISBN 978-4088816722 ISBN 978-1974720149 ISBN 978-8467941920 | 4 de diciembre de 2018 5 de enero de 2021 1 de octubre de 2020 |
| | |                                                                |
| Contiene los capítulos: - 0.1. «El niño maldito» (呪いの子 Noroi no Ko?) - 0.2. «Profundamente oscurecido» (黒く黒く Kuroku Kuroku?) - 0.3. «Castigo por ser débil» (弱者に罰を Jakusha ni batsuo?) - 0.4. «Una radiante oscuridad» (眩しい闇 Mabushii Yami?) | Contiene los capítulos: - 0.1. «El niño maldito» (呪いの子 Noroi no Ko?) - 0.2. «Profundamente oscurecido» (黒く黒く Kuroku Kuroku?) - 0.3. «Castigo por ser débil» (弱者に罰を Jakusha ni batsuo?) - 0.4. «Una radiante oscuridad» (眩しい闇 Mabushii Yami?) | Personajes de la carátulaYūta OkkotsuRika Orimoto              |

### Película
Después de que la primera temporada de Jujutsu Kaisen llegara a su fin, una película fue anunciada, y la cual se estrenó el 24 de diciembre en Japón, producida por MAPPA. La película también se ha estrenado y proyectado en cines con el formato IMAX.

## Recepción
Jujutsu Kaisen 0 vendió 70 774 copias impresas en su primera semana.